# Platygaster foersteri
Platygaster foersteri är en stekelart som först beskrevs av Charles Joseph Gahan 1919.  Platygaster foersteri ingår i släktet Platygaster och familjen gallmyggesteklar. Inga underarter finns listade i Catalogue of Life.